# Frilandsgurka

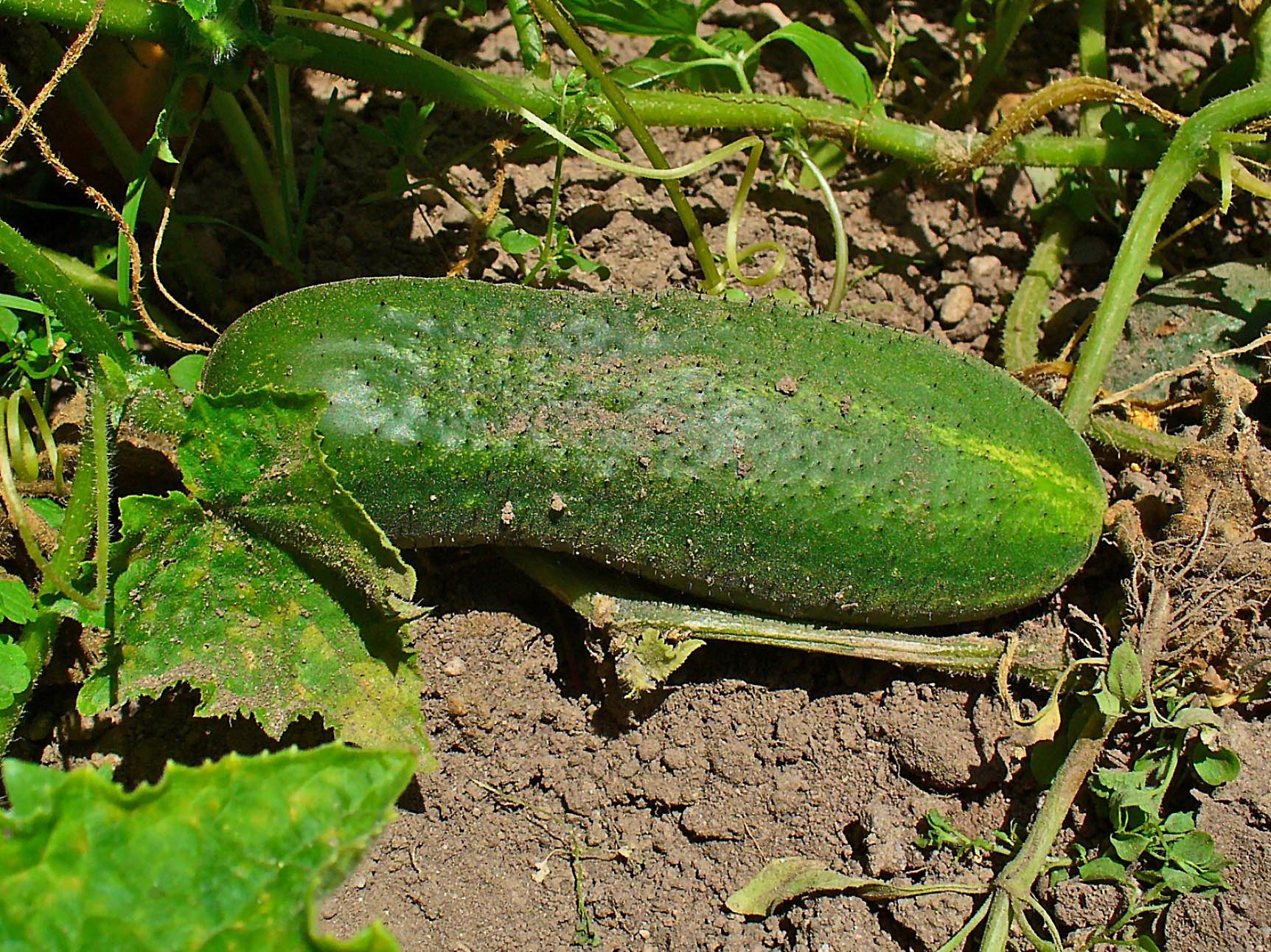
Västeråsgurka

Frilandsgurka (även druvgurka) är en mindre variant av gurkväxten gurka (Cucumis sativus). Den används mest i inläggningar, men även i viss mån som färsk.
De här gurkorna kan indelas ytterligare i bland annat västeråsgurka (mest till inläggningar), den lilla picklesgurkan (skördas omogen) och ättiksgurka (skördas delvis omogen). Även saltgurka, som har grön eller gulvit färg, skördas när den är delvis omogen.
Form och färg på frilandsgurka varierar, men den i Sverige vanliga sorten har stora handflikiga blad och gula blommor. Frukterna är småknottriga, 8–25 cm långa och gröna eller gulvita till färgen. De skördas endast en kort tid i juli-september.[källa behövs]
Västeråsgurka började odlas i Västerås efter en stadsbrand 1714 som gav plats för odlingarna.